# Lista de espécies do gênero Camponotus
A seguir está uma lista com 1885 espécies de formigas do gênero Camponotus.

## Espécies
| - Camponotus (Camponotus) - Camponotus (Camponotus) quercicola - Camponotus (Colobopsis) truncatus - Camponotus (Myrmentoma) - Camponotus (Myrmobrachys) - Camponotus (Pseudocolobopsis) - Camponotus (Tanaemyrmex) castaneus - Camponotus abditus - Camponotus abdominalis stercorarius - Camponotus abjectus - Camponotus abrahami - Camponotus abscisus - Camponotus absquatulator - Camponotus abunanus - Camponotus acutirostris - Camponotus acvapimensis - Camponotus adami - Camponotus adenensis - Camponotus aegyptiacus - Camponotus aeneopilosus - Camponotus aeneopilosus aeneopilosus - Camponotus aeneopilosus flavidopubescens - Camponotus aequatorialis - Camponotus aequatorialis aequatorialis - Camponotus aequatorialis kohli - Camponotus aequitas - Camponotus aethiops - Camponotus aethiops aethiops - Camponotus aethiops cachmiriensis - Camponotus aethiops escherichi - Camponotus aethiops rubicolor - Camponotus aethiops concava - Camponotus aethiops glaber - Camponotus aethiops vitiosus - Camponotus afflatus - Camponotus ager - Camponotus agonius - Camponotus aguilerai - Camponotus alacer - Camponotus albicoxis - Camponotus albipes - Camponotus albistramineus - Camponotus alboannulatus - Camponotus alboannulatus alboannulatus - Camponotus alboannulatus montanus - Camponotus alboannulatus nessus - Camponotus albocinctus - Camponotus albosparsus - Camponotus alii - Camponotus alii alii - Camponotus alii auresi - Camponotus alii concolor - Camponotus alii hoggarensis - Camponotus alii laurenti - Camponotus altivagans - Camponotus amamianus - Camponotus amaurus - Camponotus americanus - Camponotus amoris - Camponotus amphidus - Camponotus andrei - Camponotus andrei andrei - Camponotus andrei cholericus - Camponotus andrewsi - Camponotus andrius - Camponotus anguliceps - Camponotus angusticeps - Camponotus angusticollis - Camponotus angusticollis angusticollis - Camponotus angusticollis sanguinolentus - Camponotus anningensis - Camponotus annulatus - Camponotus anthrax - Camponotus apicalis - Camponotus apostolus - Camponotus arabicus - Camponotus arboreus - Camponotus arcuatus - Camponotus arcuatus aesopus - Camponotus arcuatus arcuatus - Camponotus arenatus - Camponotus argus - Camponotus arminius - Camponotus arminius arminius - Camponotus arminius bicontractus - Camponotus armstrongi - Camponotus arnoldinus - Camponotus arrogans - Camponotus aruensis - Camponotus asli - Camponotus ater - Camponotus atlantis - Camponotus atlantis atlantis - Camponotus atlantis atrioris - Camponotus atlantis hesperius - Camponotus atlantis marocanus - Camponotus atlantis nigrovarius - Camponotus atlantis planitae - Camponotus atriceps - Camponotus atriceps - Camponotus atriceps atriceps - Camponotus atriceps nocens - Camponotus atriscapus - Camponotus atrox - Camponotus attila - Camponotus augustei - Camponotus auratus - Camponotus aurelianus - Camponotus aureopilus - Camponotus aureopilus aureopilus - Camponotus aureopilus velutinus - Camponotus auricomus - Camponotus auricomus auricomus - Camponotus auricomus lucianus - Camponotus auricomus vincentensis - Camponotus auriculatus - Camponotus auriventris - Camponotus aurocinctus - Camponotus aurofasciatus - Camponotus auropubens - Camponotus auropubens absalon - Camponotus auropubens argentopubens - Camponotus auropubens auropubens - Camponotus auropubens jacob - Camponotus aurosus - Camponotus autrani - Camponotus avius - Camponotus avius avius - Camponotus avius hertigi - Camponotus babau - Camponotus bactrianus - Camponotus badius - Camponotus badius badius - Camponotus badius saginatus - Camponotus bakeri - Camponotus baldaccii - Camponotus balzani - Camponotus banghaasi - Camponotus barbaricus - Camponotus barbaricus barbaricus - Camponotus barbaricus eubarbaricus - Camponotus barbaricus xanthomelas - Camponotus barbarossa - Camponotus barbarossa barbarossa - Camponotus barbarossa micipsa - Camponotus barbarossa sulcatinasis - Camponotus barbatus - Camponotus barbatus barbatus - Camponotus barbatus infuscoides - Camponotus barbatus samarus - Camponotus barbatus taylori - Camponotus barbiger - Camponotus barbosus - Camponotus baronii - Camponotus basuto - Camponotus batesii - Camponotus bayeri - Camponotus baynei - Camponotus beccarii - Camponotus bedoti - Camponotus beebei - Camponotus belligerus - Camponotus bellus - Camponotus bellus adustus - Camponotus bellus bellus - Camponotus bellus leucodiscus - Camponotus benguelensis - Camponotus bermudezi - Camponotus berthoudi - Camponotus bertolonii - Camponotus bianconii - Camponotus bidens - Camponotus bidens bidens - Camponotus bidens repressus - Camponotus bifossus - Camponotus bigenus - Camponotus binghamii - Camponotus biolleyi - Camponotus bispinosus - Camponotus bituberculatus - Camponotus blandus - Camponotus blandus aequinotus - Camponotus blandus blandus - Camponotus blandus crispulus - Camponotus blandus denudatus - Camponotus blandus pellitus - Camponotus blandus pronotalis - Camponotus blandus rosariensis - Camponotus blandus scintillans - Camponotus bocki - Camponotus boghossiani - Camponotus boghossiani boghossiani - Camponotus boghossiani stenoticus - Camponotus bonariensis - Camponotus bonariensis bonariensis - Camponotus bonariensis curtulus - Camponotus bonariensis garbei - Camponotus bonariensis luteolus - Camponotus bonariensis parvulus - Camponotus bonariensis tucumanus - Camponotus bonariensis weiseri - Camponotus borelli - Camponotus borellii - Camponotus borellii borellii - Camponotus borellii saltensis - Camponotus bottegoi - Camponotus brachycephalus - Camponotus branneri - Camponotus brasiliensis - Camponotus brasiliensis antennatus - Camponotus brasiliensis brasiliensis - Camponotus brasiliensis chacoensis - Camponotus brasiliensis clivius - Camponotus braunsi - Camponotus braunsi braunsi - Camponotus braunsi candidus - Camponotus braunsi epinotalis - Camponotus braunsi erythromelus - Camponotus brettesi - Camponotus brettesi brettesi - Camponotus brettesi canalis - Camponotus brevicollis - Camponotus brevis - Camponotus brevis brevis - Camponotus brevis obscurifrons - Camponotus brevis pauli - Camponotus brevisetosus - Camponotus britteni - Camponotus brodiei - Camponotus brookei - Camponotus bruchi - Camponotus bruchi bruchi - Camponotus bruchi lysistrata - Camponotus bruchi titicacensis - Camponotus bruneiensis - Camponotus brunni - Camponotus brutus - Camponotus bryani - Camponotus buchholzi - Camponotus buddhae - Camponotus bugnioni - Camponotus burgeoni - Camponotus burtoni - Camponotus butteli - Camponotus buttikeri - Camponotus cacicus - Camponotus caesar - Camponotus caesar caesar - Camponotus caesar imperator - Camponotus caffer - Camponotus callistus - Camponotus callistus bradleyi - Camponotus callistus callistus - Camponotus callmorphus - Camponotus calvus - Camponotus cambouei - Camponotus camelinus - Camponotus camelus - Camponotus cameranoi - Camponotus cameranoi cameranoi - Camponotus cameranoi eugaster - Camponotus cameranoi inlex - Camponotus cameratus - Camponotus cameroni - Camponotus candiotes - Camponotus canescens - Camponotus canescens antennatus - Camponotus canescens canescens - Camponotus canescens stomatus - Camponotus capito - Camponotus capito ebeninithorax - Camponotus capperi - Camponotus capperi capperi - Camponotus capperi corticalis - Camponotus capperi formosulus - Camponotus capperi subdepilis - Camponotus capperi unctulus - Camponotus caracalla - Camponotus carbo - Camponotus carbo carbo - Camponotus carbo carbo - Camponotus carbo occidentalis - Camponotus carbonarius - Camponotus carin - Camponotus carin babiensis - Camponotus carin carin - Camponotus carin tenuisquamis - Camponotus carin tipunus - Camponotus caryae - Camponotus caryae caryae - Camponotus caryae himalayanus - Camponotus caryae kamensis - Camponotus casicus - Camponotus castaneus - Camponotus castanicola - Camponotus catalanus - Camponotus cecconii - Camponotus cerberulus - Camponotus ceriseipes - Camponotus cervicalis - Camponotus cervicalis cervicalis - Camponotus cervicalis gaullei - Camponotus ceylonicus - Camponotus chalceoides - Camponotus chalceus - Camponotus championi - Camponotus chapini - Camponotus chapini chapini - Camponotus chapini ganzii - Camponotus chartifex - Camponotus chazaliei - Camponotus cheesmanae - Camponotus chilensis - Camponotus chloroticus - Camponotus chongqingensis - Camponotus christi - Camponotus christi ambustus - Camponotus christi christi - Camponotus christi ferrugineus - Camponotus christi foersteri - Camponotus christi maculiventris - Camponotus christophei - Camponotus christopherseni - Camponotus chromaiodes - Camponotus chromaiodes - Camponotus chrysurus - Camponotus chrysurus acutisquamis - Camponotus chrysurus apellis - Camponotus chrysurus chrysurus - Camponotus chrysurus securifer - Camponotus chrysurus yvonnae - Camponotus cilicicus - Camponotus cillae - Camponotus cinctellus - Camponotus cinctellus belliceps - Camponotus cinctellus cinctellus - Camponotus cinerascens - Camponotus cinereus - Camponotus cinereus amperei - Camponotus cinereus cinereus - Camponotus cinereus notterae - Camponotus cingulatus - Camponotus circularis - Camponotus circularis circularis - Camponotus circularis rufitibia - Camponotus circumspectus - Camponotus clarior - Camponotus claripes - Camponotus claripes claripes - Camponotus claripes elegans - Camponotus claripes inverallensis - Camponotus claripes marcens - Camponotus claripes minimus - Camponotus claripes nudimalis - Camponotus claripes orbiculatopunctatus - Camponotus claripes piperatus - Camponotus clarithorax - Camponotus claviscapus - Camponotus claviscapus claviscapus - Camponotus claviscapus lehmanni - Camponotus claviscapus occultus - Camponotus claviscapus subcarinatus - Camponotus cleobulus - Camponotus clerodendri - Camponotus clypeatus - Camponotus cocosensis - Camponotus cognatocompressus - Camponotus coloratus - Camponotus compactus - Camponotus compositor - Camponotus compressiscapus - Camponotus compressus - Camponotus compressus brullei - Camponotus compressus compressus - Camponotus compressus cosensis - Camponotus compressus irakensis - Camponotus compressus martensi - Camponotus compressus nitens - Camponotus compressus occipitalis - Camponotus compressus probativus - Camponotus compressus pupillus - Camponotus compressus rectinotus - Camponotus compressus symiensis - Camponotus concavus - Camponotus concolor - Camponotus confluens - Camponotus confluens bequaerti - Camponotus confluens confluens - Camponotus confluens trematogaster - Camponotus confucii - Camponotus confusus - Camponotus congolensis - Camponotus congolensis congolensis - Camponotus congolensis weissi - Camponotus coniceps - Camponotus conicus - Camponotus conithorax - Camponotus conradti - Camponotus conradti conradti - Camponotus conradti fimbriatipes - Camponotus consanguineus - Camponotus consectator - Camponotus consobrinus - Camponotus consobrinus consobrinus - Camponotus consobrinus perthianus - Camponotus conspicuus - Camponotus conspicuus conspicuus - Camponotus conspicuus inaequalis - Camponotus conspicuus sharpi - Camponotus conspicuus williamsi - Camponotus conspicuus zonatus - Camponotus constructor - Camponotus contractus - Camponotus contractus buttesi - Camponotus contractus contractus - Camponotus contractus scortechinii - Camponotus conulus - Camponotus convexiclypeus - Camponotus coptobregma - Camponotus corallinus - Camponotus cordiceps - Camponotus cordincola - Camponotus coriolanus - Camponotus corniculatus - Camponotus cornis - Camponotus coruscus - Camponotus coruscus astilbus - Camponotus coruscus coruscus - Camponotus coruscus fulgens - Camponotus cosmicus - Camponotus cotesii - Camponotus cowlei - Camponotus coxalis - Camponotus crassicornis - Camponotus crassisquamis - Camponotus crassus - Camponotus crassus amazonicus - Camponotus crassus crassus - Camponotus crassus delabiatus - Camponotus crassus picticornis - Camponotus crawleyi - Camponotus crenatus - Camponotus crepusculi - Camponotus cressoni - Camponotus cressoni cressoni - Camponotus cressoni purensis - Camponotus criniticeps - Camponotus cristatus - Camponotus cristatus cristatus - Camponotus cristatus nagasau - Camponotus cristatus sadinus - Camponotus crucheti - Camponotus cruentatus - Camponotus cruentatus asper - Camponotus cruentatus cruentatus - Camponotus cuauhtemoc - Camponotus cubangensis - Camponotus cubangensis cubangensis - Camponotus cubangensis dofleini - Camponotus culmicola - Camponotus culmicola culmicola - Camponotus culmicola haweisi - Camponotus cuneidorsus - Camponotus cuneiscapus - Camponotus curviansatus - Camponotus curviscapus - Camponotus custodulus - Camponotus cylindricus - Camponotus cyrtomyrmodes - Camponotus dalmasi - Camponotus dalmaticus - Camponotus darlingtoni - Camponotus darwinii - Camponotus darwinii darwinii - Camponotus darwinii rubropilosus - Camponotus darwinii themistocles - Camponotus debellator - Camponotus decipiens - Camponotus declivus - Camponotus dedalus - Camponotus dedalus dedalus - Camponotus dedalus moeschiellus - Camponotus deletangi - Camponotus dentatus - Camponotus dentatus dentatus - Camponotus dentatus humeralis - Camponotus denticulatus - Camponotus depressiceps - Camponotus depressus - Camponotus desantii - Camponotus descarpentriesi - Camponotus desectus - Camponotus detritus - Camponotus devestitus - Camponotus devestivus - Camponotus dewitzii - Camponotus dicksoni - Camponotus difformis - Camponotus dimorphus - Camponotus diplopunctatus - Camponotus diplopunctatus diplopunctatus - Camponotus diplopunctatus subconvexus - Camponotus discolor - Camponotus discors - Camponotus discors angustinodus - Camponotus discors discors - Camponotus discors laeta - Camponotus discors laetus - Camponotus discors yarrabahensis - Camponotus distinguendus - Camponotus divergens - Camponotus diversipalpus - Camponotus dolabratus - Camponotus dolendus - Camponotus dolichoderoides - Camponotus donisthorpei - Camponotus donnellani - Camponotus dorycus - Camponotus dorycus confusus - Camponotus dorycus dorycus - Camponotus dorycus recticeps - Camponotus dracocephalus - Camponotus dromas - Camponotus dromas santschi - Camponotus dromedarius - Camponotus dromedarius dromedarius - Camponotus dromedarius pulcher - Camponotus druryi - Camponotus dryandrae - Camponotus dufouri - Camponotus dufouri dufouri - Camponotus dufouri imerinensis - Camponotus dumetorum - Camponotus eastwoodi - Camponotus ebenius - Camponotus echinoploides - Camponotus edmondi - Camponotus edmondi edmondi - Camponotus edmondi ernesti - Camponotus egregius - Camponotus elevatus - Camponotus ellioti - Camponotus ellioti ellioti - Camponotus ellioti relucens - Camponotus elysii - Camponotus emarginatus - Camponotus emeryodicatus - Camponotus emeryodicatus decessor - Camponotus emeryodicatus emeryodicatus - Camponotus empedocles - Camponotus eperiamorum - Camponotus ephippiatus - Camponotus ephippium - Camponotus ephippium ephippium - Camponotus ephippium narses - Camponotus equus - Camponotus eremicus - Camponotus erigens - Camponotus erigens erigens - Camponotus erigens subconcolor - Camponotus erinaceus - Camponotus errabundus - Camponotus erythrocephalus - Camponotus erythropus - Camponotus erythrostoma - Camponotus esau - Camponotus essigi - Camponotus ethicus - Camponotus etiolatus - Camponotus etiolipes - Camponotus eugeniae - Camponotus eugeniae amplior - Camponotus eugeniae eugeniae - Camponotus eurynotus - Camponotus evae - Camponotus evae evae - Camponotus evae zeuxis - Camponotus evansi - Camponotus excavatus - Camponotus excisus - Camponotus exiguoguttatus - Camponotus exsectus - Camponotus extensus - Camponotus ezotus - Camponotus fabricator - Camponotus fabricii - Camponotus falco - Camponotus fallatus - Camponotus fallax - Camponotus fallax fallax - Camponotus fallax pageti - Camponotus fasciatellus - Camponotus fasciatus - Camponotus fastigatus - Camponotus fastigatus barbiculus - Camponotus fastigatus fastigatus - Camponotus fastigatus schmalzi - Camponotus fastigatus vagulus - Camponotus fastigatus verae - Camponotus favorabilis - Camponotus fayfaensis - Camponotus fedtschenkoi - Camponotus fedtschenkoi adi - Camponotus fedtschenkoi fedtschenkoi - Camponotus fellah - Camponotus femoratus - Camponotus fergusoni - Camponotus fernandinensis - Camponotus ferreri - Camponotus ferreri akka - Camponotus ferreri cavisquamis - Camponotus ferreri ferreri - Camponotus fervidus - Camponotus festai - Camponotus festai festai - Camponotus festai riedeli - Camponotus festinatus - Camponotus festinus - Camponotus festinus cetegus - Camponotus festinus diligens - Camponotus festinus eximius - Camponotus festinus festinus - Camponotus festinus inezae - Camponotus festinus simaluranus - Camponotus fiebrigi - Camponotus fieldeae - Camponotus fieldellus - Camponotus figaro | - Camponotus flavescens - Camponotus flavicomans - Camponotus flavocassis - Camponotus flavocrines - Camponotus flavolimbatus - Camponotus flavomarginatus - Camponotus fletcheri - Camponotus floridanus - Camponotus florius - Camponotus foleyi - Camponotus foleyi ajjer - Camponotus foleyi fezzanensis - Camponotus foleyi foleyi - Camponotus foleyi grasi - Camponotus foleyi hoggarensis - Camponotus foleyi lelubrei - Camponotus foleyi rufescens - Camponotus foraminosus - Camponotus foraminosus aldabrensis - Camponotus foraminosus chrysogaster - Camponotus foraminosus cuitensis - Camponotus foraminosus deductus - Camponotus foraminosus dorsalis - Camponotus foraminosus flavus - Camponotus foraminosus foraminosus - Camponotus foraminosus honorus - Camponotus foreli - Camponotus foreli foreli - Camponotus foreli tingitanus - Camponotus formiciformis - Camponotus formosensis - Camponotus fornasinii - Camponotus foveolatus - Camponotus fragilis - Camponotus friedae - Camponotus friedae amius - Camponotus friedae friedae - Camponotus froggatti - Camponotus frontalis - Camponotus fryi - Camponotus fugax - Camponotus fulvopilosus - Camponotus fumidus - Camponotus fumidus dominicensis - Camponotus fumidus fraterculus - Camponotus fumidus fumidus - Camponotus fumidus haytianus - Camponotus fumidus illitus - Camponotus fumidus imbecillus - Camponotus fumidus soulouquei - Camponotus fumidus toltecus - Camponotus furvus - Camponotus fuscipennis - Camponotus fuscipes - Camponotus fuscivillosus - Camponotus fuscocinctus - Camponotus gabonensis - Camponotus galla - Camponotus gambeyi - Camponotus gambeyi gambeyi - Camponotus gambeyi marthae - Camponotus gasseri - Camponotus gasseri caloratus - Camponotus gasseri gasseri - Camponotus gasseri lysias - Camponotus gasseri obtusitruncatus - Camponotus geayi - Camponotus genatus - Camponotus geralensis - Camponotus gerberti - Camponotus germaini - Camponotus germaini germaini - Camponotus germaini tacuruensis - Camponotus gestroi - Camponotus gestroi gestroi - Camponotus gestroi ponariensis - Camponotus gibber - Camponotus gibbinotus - Camponotus gibbosus - Camponotus gigas - Camponotus gigas borneensis - Camponotus gigas gigas - Camponotus gilviceps - Camponotus gilviventris - Camponotus gilviventris gilviventris - Camponotus gilviventris refectus - Camponotus gilviventris renormatus - Camponotus glabrisquamis - Camponotus godmani - Camponotus godmani godmani - Camponotus godmani palliolatus - Camponotus goeldii - Camponotus gombaki - Camponotus gouldi - Camponotus gouldianus - Camponotus grandidieri - Camponotus grandidieri atrabilis - Camponotus grandidieri comorensis - Camponotus grandidieri grandidieri - Camponotus grandidieri mendax - Camponotus grandidieri ruspolii - Camponotus greeni - Camponotus gretae - Camponotus guanchus - Camponotus guayapa - Camponotus gundlachi - Camponotus guppyi - Camponotus guttatus - Camponotus guttatus guttatus - Camponotus guttatus minusculus - Camponotus habereri - Camponotus haematocephalus - Camponotus haereticus - Camponotus hagensii - Camponotus hannani - Camponotus hapi - Camponotus haroi - Camponotus hartogi - Camponotus hastifer - Camponotus havilandi - Camponotus heathi - Camponotus heathi gilvigaster - Camponotus heathi heathi - Camponotus hedwigae - Camponotus helleri - Camponotus hellmichi - Camponotus helvus - Camponotus hemichlaena - Camponotus heracleus - Camponotus herculeana - Camponotus herculeanus - Camponotus herculeanus caucasicus - Camponotus herculeanus eudokiae - Camponotus herculeanus herculeanus - Camponotus herculeanus herculaneoligniperdus - Camponotus herculeanus montanus - Camponotus herculeanus nadigi - Camponotus herculeanus shitkowi - Camponotus herculeanus whymperi - Camponotus hermanni - Camponotus heros - Camponotus heteroclitus - Camponotus hildebrandti - Camponotus hildebrandti dichromothrix - Camponotus hildebrandti hildebrandti - Camponotus hippocrepis - Camponotus hoelldobleri - Camponotus holosericeus - Camponotus holzi - Camponotus hoplites - Camponotus horni - Camponotus horrens - Camponotus horripilus - Camponotus horseshoetus - Camponotus hosei - Camponotus hosei hosei - Camponotus hosei mimus - Camponotus hospes - Camponotus hospes adultus - Camponotus hospes hospes - Camponotus hova - Camponotus hova becki - Camponotus hova boivini - Camponotus hova fairmairei - Camponotus hova fulvus - Camponotus hova hova - Camponotus hova hovahovoides - Camponotus hova hovoides - Camponotus hova luteolus - Camponotus hova mixtellus - Camponotus hova obscuratus - Camponotus hova pictiventris - Camponotus hova radamae - Camponotus howensis - Camponotus humeralis - Camponotus humerus - Camponotus hunteri - Camponotus hyatti - Camponotus hypoclineoides - Camponotus icarus - Camponotus ignestii - Camponotus iheringi - Camponotus iheringi bajulus - Camponotus iheringi iheringi - Camponotus ilgii - Camponotus imitator - Camponotus imitator imitator - Camponotus imitator resinicola - Camponotus immigrans - Camponotus importunus - Camponotus impressilabris - Camponotus impressus - Camponotus improprius - Camponotus inca - Camponotus inca inca - Camponotus inca rector - Camponotus incensus - Camponotus inconspicuus - Camponotus indefinitus - Camponotus indeflexus - Camponotus indicatus - Camponotus induratus - Camponotus inflatus - Camponotus innexus - Camponotus insipidus - Camponotus integellus - Camponotus interjectus - Camponotus intrepidus - Camponotus intrepidus bellicosus - Camponotus intrepidus intrepidus - Camponotus invidus - Camponotus ionius - Camponotus iridis - Camponotus irritabilis - Camponotus irritabilis irritabilis - Camponotus irritabilis winkleri - Camponotus irritans - Camponotus irritans carensis - Camponotus irritans carinifer - Camponotus irritans cliens - Camponotus irritans croceomaculatus - Camponotus irritans curtus - Camponotus irritans fatuus - Camponotus irritans hongkongensis - Camponotus irritans inferior - Camponotus irritans irritans - Camponotus irritans kubaryi - Camponotus irritans melanogaster - Camponotus irritans pallidus - Camponotus irritans procax - Camponotus irritans puberulus - Camponotus irritans tinctus - Camponotus isabellae - Camponotus itoi - Camponotus itoi itoi - Camponotus itoi kwansienensis - Camponotus jaliensis - Camponotus jaliensis jaliensis - Camponotus jaliensis shaqualavensis - Camponotus janeti - Camponotus janussus - Camponotus japonicus - Camponotus japonicus aterrimus - Camponotus japonicus japonicus - Camponotus jeanneli - Camponotus jejuensis - Camponotus jianghuaensis - Camponotus jizani - Camponotus johnclarki - Camponotus jtl-015 - Camponotus jtl-021 - Camponotus jtl-038 - Camponotus jtl-047 - Camponotus jtl-054 - Camponotus juliae - Camponotus karawaiewi - Camponotus kaura - Camponotus keiferi - Camponotus keihitoi - Camponotus kelleri - Camponotus kelleri invalidus - Camponotus kelleri kelleri - Camponotus kersteni - Camponotus kiesenwetteri - Camponotus kiesenwetteri cyprius - Camponotus kiesenwetteri kiesenwetteri - Camponotus kiesenwetteri nitidescens - Camponotus kiusiuensis - Camponotus klaesii - Camponotus klugii - Camponotus knysnae - Camponotus kollbrunneri - Camponotus kolthoffi - Camponotus kopetdaghensis - Camponotus korthalsiae - Camponotus korthalsiae concilians - Camponotus korthalsiae korthalsiae - Camponotus koseritzi - Camponotus kosswigi - Camponotus kraepelini - Camponotus kurdistanicus - Camponotus kutteri - Camponotus kutterianus - Camponotus laconicus - Camponotus laevigatus - Camponotus lamarckii - Camponotus lamborni - Camponotus lameerei - Camponotus laminatus - Camponotus laminatus laminatus - Camponotus laminatus levuanus - Camponotus lancifer - Camponotus landolti - Camponotus langi - Camponotus langi jejunus - Camponotus langi langi - Camponotus laotzei - Camponotus largiceps - Camponotus larvigerus - Camponotus larvigerus larvigerus - Camponotus larvigerus maculifrons - Camponotus lasiselene - Camponotus latangulus - Camponotus latebrosus - Camponotus lateralis - Camponotus lateralis armouri - Camponotus lateralis cypridis - Camponotus lateralis lateralis - Camponotus lateralis purius - Camponotus lateralis rebeccae - Camponotus lateralis rhodius - Camponotus lateralis balearis - Camponotus latrunculus - Camponotus latrunculus latrunculus - Camponotus latrunculus victoriensis - Camponotus lauensis - Camponotus lautus - Camponotus leae - Camponotus legionarium - Camponotus lenkoi - Camponotus leonardi - Camponotus leonardi gracilentus - Camponotus leonardi griseus - Camponotus leonardi leonardi - Camponotus leptocephalus - Camponotus lespesi - Camponotus lespesii - Camponotus lespesii lespesii - Camponotus lespesii melancholicus - Camponotus lessonai - Camponotus leucophaeus - Camponotus leveillei - Camponotus leydigi - Camponotus libanicus - Camponotus libanicus aegaeus - Camponotus libanicus libanicus - Camponotus libanicus sahlbergi - Camponotus ligeus - Camponotus lighti - Camponotus ligniperda - Camponotus ligniperdus - Camponotus ligniperdus afer - Camponotus ligniperdus ligniperdus - Camponotus ligniperdus nigrescens - Camponotus lignitus - Camponotus lilianae - Camponotus lilianae cornutus - Camponotus lilianae lilianae - Camponotus limbiventris - Camponotus lindigi - Camponotus linnaei - Camponotus linnaei comoedus - Camponotus linnaei linnaei - Camponotus linnaei maccus - Camponotus linnaei muticus - Camponotus liogaster - Camponotus lividicoxis - Camponotus lividipes - Camponotus loa - Camponotus loa belli - Camponotus loa loa - Camponotus loa loa - Camponotus longi - Camponotus longiceps - Camponotus longideclivis - Camponotus longifacies - Camponotus longipalpis - Camponotus longipilis - Camponotus longipilis longipilis - Camponotus longipilis postangulatus - Camponotus longiventris - Camponotus loweryi - Camponotus lownei - Camponotus lubbocki - Camponotus lubbocki christoides - Camponotus lubbocki lubbocki - Camponotus lubbocki rectus - Camponotus lucayanus - Camponotus luctuosus - Camponotus luteiventris - Camponotus luteus - Camponotus lutzi - Camponotus maafui - Camponotus macareaveyi - Camponotus maccooki - Camponotus macilentus - Camponotus macilentus albemarlensis - Camponotus macilentus altinotus - Camponotus macilentus barringtonensis - Camponotus macilentus bindloensis - Camponotus macilentus castellanus - Camponotus macilentus duncanensis - Camponotus macilentus hoodensis - Camponotus macilentus jacobensis - Camponotus macilentus macilentus - Camponotus macilentus narboroensis - Camponotus macilentus pervicus - Camponotus macilentus sapphirinus - Camponotus macilentus vulcanalis - Camponotus macilentus wollebaeki - Camponotus macrocephalus - Camponotus macrocephalus augustulus - Camponotus macrocephalus macrocephalus - Camponotus macrochaeta - Camponotus maculatus - Camponotus maculatus foveolatus - Camponotus maculatus humilior - Camponotus maculatus maculatus - Camponotus maculatus obfuscatus - Camponotus maculatus strangulatus - Camponotus maculatus subnudus - Camponotus maculatus sylvaticomaculatus - Camponotus maculatus ugandensis - Camponotus magister - Camponotus magister magister - Camponotus magister tibestiensis - Camponotus maguassa - Camponotus manni - Camponotus manni manni - Camponotus manni umbratilis - Camponotus marginatus - Camponotus marginatus hyalinipennis - Camponotus marianensis - Camponotus maritimus - Camponotus massiliensis - Camponotus massinissa - Camponotus mathildeae - Camponotus maudella - Camponotus maudella maudella - Camponotus maudella seemanni - Camponotus maxwellensis - Camponotus maynei - Camponotus mayri - Camponotus mayri chimporensis - Camponotus mayri mayri - Camponotus medeus - Camponotus medeus fulvulus - Camponotus medeus medeus - Camponotus megalonyx - Camponotus melanocephalus - Camponotus melanocnemis - Camponotus melanoticus - Camponotus melanoticus catharinae - Camponotus melanoticus flavopubens - Camponotus melanoticus melanoticus - Camponotus melanoticus nigrescens - Camponotus melanoticus paranaensis - Camponotus melanoticus publicola - Camponotus melanoticus valerius - Camponotus melichloros - Camponotus melinus - Camponotus mendax - Camponotus mendax integer - Camponotus mendax mendax - Camponotus mengei - Camponotus merulus - Camponotus micans - Camponotus micans armeniacus - Camponotus micans asniensis - Camponotus micans micans - Camponotus michaelseni - Camponotus microcephalus - Camponotus micrositus - Camponotus midas - Camponotus mina - Camponotus minozzii - Camponotus minus - Camponotus mirabilis - Camponotus mississippiensis - Camponotus misturus - Camponotus misturus fornaronis - Camponotus misturus misturus - Camponotus mitis - Camponotus mocquerysi - Camponotus mocsaryi - Camponotus moderatus - Camponotus modoc - Camponotus moelleri - Camponotus moeschi - Camponotus moeschi lygaeus - Camponotus moeschi moeschi - Camponotus molossus - Camponotus monardi - Camponotus montivagus - Camponotus montivagus montivagus - Camponotus montivagus nuperus - Camponotus montivagus rectithorax - Camponotus morosus - Camponotus mozabensis - Camponotus mucronatus - Camponotus mucronatus formaster - Camponotus mucronatus hirsutinasus - Camponotus mucronatus mucronatus - Camponotus mucronatus santschii - Camponotus mus - Camponotus mus mendozanus - Camponotus mus mus - Camponotus mus mustelus - Camponotus mussolinii - Camponotus mutilatus - Camponotus mutilatus luteiventris - Camponotus mutilatus mutilatus - Camponotus myoporus - Camponotus mystaceus - Camponotus mystaceus kamae - Camponotus mystaceus mystaceus - Camponotus nacerdus - Camponotus nadimi - Camponotus naegelii - Camponotus namacola - Camponotus nasicus - Camponotus nasutus - Camponotus nasutus fenestralis - Camponotus nasutus nasutus - Camponotus nasutus pretiosus - Camponotus nasutus quadridentatus - Camponotus nasutus quinquedentatus - Camponotus nasutus subnasutus - Camponotus natalensis - Camponotus natalensis corvus - Camponotus natalensis diabolus - Camponotus natalensis fulvipes - Camponotus natalensis natalensis - Camponotus natalensis natalensis - Camponotus natalensis politiceps - Camponotus navigator - Camponotus nawai - Camponotus nearcticus - Camponotus nepos - Camponotus newzealandicus - Camponotus nicobarensis - Camponotus nicobarensis monticola - Camponotus nicobarensis nicobarensis - Camponotus nicobarensis rabbani - Camponotus nidulans - Camponotus nigricans - Camponotus nigricans enganensis - Camponotus nigricans nigricans - Camponotus nigricans pantiensis - Camponotus nigriceps - Camponotus nigriceps clarior - Camponotus nigriceps lividipes - Camponotus nigriceps nigriceps - Camponotus nigriceps obniger - Camponotus nigriceps pallidiceps - Camponotus nigrifrons - Camponotus nigroaeneus - Camponotus nigroaeneus divus - Camponotus nigroaeneus nigroaeneus - Camponotus nigroaeneus xuthus - Camponotus nigronitidus - Camponotus nipponensis - Camponotus nipponicus - Camponotus nirvanae - Camponotus nitens - Camponotus nitens fuhrmanni - Camponotus nitens nitens - Camponotus nitidior - Camponotus nitidus - Camponotus niveosetosus - Camponotus niveosetosus irredux - Camponotus niveosetosus madagascarensis - Camponotus niveosetosus niveosetosus - Camponotus normatus - Camponotus nossibeensis - Camponotus novaeboracensis - Camponotus novaehollandiae - Camponotus noveboracensis - Camponotus novogranadensis - Camponotus novogranadensis modestior - Camponotus novogranadensis novogranadensis - Camponotus novotnyi - Camponotus nutans - Camponotus nutans cleliae - Camponotus nutans nutans - Camponotus nylanderi - Camponotus nywet - Camponotus oasium - Camponotus obesus - Camponotus obliquipilosus - Camponotus obliquus - Camponotus oblongus - Camponotus oblongus binominatus - Camponotus oblongus oblongus - Camponotus obreptivus - Camponotus obscuripes - Camponotus obscuriventris - Camponotus obtritus - Camponotus occasus - Camponotus oceanicus - Camponotus ocreatus - Camponotus oculatior - Camponotus odiosus - Camponotus oeningensis - Camponotus oertzeni - Camponotus oertzeni andrius - Camponotus oertzeni kappariensis - Camponotus oertzeni oertzeni - Camponotus oetkeri - Camponotus oetkeri oetkeri - Camponotus oetkeri voltai - Camponotus ogasawarensis - Camponotus olivieri - Camponotus olivieri concordius - Camponotus olivieri delagoensis - Camponotus olivieri freyeri - Camponotus olivieri infelix - Camponotus olivieri lemma - Camponotus olivieri moshianus - Camponotus olivieri nitidior - Camponotus olivieri olivieri - Camponotus olivieri osiris - Camponotus olivieri patersoni - Camponotus olivieri pax - Camponotus olivieri sorptus - Camponotus olivieri tenuipilis - Camponotus ominosus - Camponotus opaciceps - Camponotus opaciventris - Camponotus orinobates - Camponotus orinus - Camponotus orites - Camponotus orthocephalus - Camponotus orthodoxus - Camponotus ostiarius - Camponotus ovaticeps - Camponotus overbecki | - Camponotus oxleyi - Camponotus pachylepis - Camponotus pallens - Camponotus pallescens - Camponotus pallidiceps - Camponotus palpatus - Camponotus papago - Camponotus paradoxus - Camponotus parius - Camponotus patimae - Camponotus patimae dolentulus - Camponotus patimae patimae - Camponotus pavidus - Camponotus pawseyi - Camponotus peleliuensis - Camponotus pellarius - Camponotus pellax - Camponotus penninervis - Camponotus pennsylvanicus - Camponotus peperi - Camponotus perjurus - Camponotus perneser - Camponotus perrisii - Camponotus perrisii densipunctatus - Camponotus perrisii insularis - Camponotus perrisii jucundus - Camponotus perrisii nigeriensis - Camponotus perrisii perrisii - Camponotus perroti - Camponotus perroti aeschylus - Camponotus perroti perroti - Camponotus personatus - Camponotus perthiana - Camponotus peseshus - Camponotus petersii - Camponotus petersii janus - Camponotus petersii petersii - Camponotus petrifactus - Camponotus pexus - Camponotus phragmaticola - Camponotus phytophilus - Camponotus piceatus - Camponotus piceus - Camponotus piceus piceus - Camponotus piceus spissinodis - Camponotus picipes - Camponotus picipes guatemalensis - Camponotus picipes jamaicensis - Camponotus picipes jason - Camponotus picipes picipes - Camponotus picipes pilosulus - Camponotus picipes plombyi - Camponotus picipes pudorosus - Camponotus picipes spengleri - Camponotus pictipes - Camponotus pictostriatus - Camponotus pilicornis - Camponotus pilicornis pilicornis - Camponotus pilicornis siculus - Camponotus piliventris - Camponotus pinguiculus - Camponotus pinguis - Camponotus pitjantjatarae - Camponotus pittieri - Camponotus pittieri fuscogaster - Camponotus pittieri pittieri - Camponotus pittieri poenalis - Camponotus placidus - Camponotus planatus - Camponotus planatus acaciae - Camponotus planatus colombicus - Camponotus planatus continentis - Camponotus planatus esdras - Camponotus planatus planatus - Camponotus planus - Camponotus planus fernandinensis - Camponotus planus fidelis - Camponotus planus hephaestus - Camponotus planus indefessus - Camponotus planus isabelensis - Camponotus planus peregrinus - Camponotus planus pinzonensis - Camponotus planus planus - Camponotus planus sansalvadorensis - Camponotus planus santacruzensis - Camponotus platypus - Camponotus platytarsus - Camponotus plutus - Camponotus poecilus - Camponotus politae - Camponotus polynesicus - Camponotus pompeius - Camponotus pompeius cassius - Camponotus pompeius iota - Camponotus pompeius marius - Camponotus pompeius pompeius - Camponotus postcornutus - Camponotus posticus - Camponotus postoculatus - Camponotus pressipes - Camponotus pressipes errans - Camponotus pressipes pressipes - Camponotus propinquellus - Camponotus propinquus - Camponotus propinquus baretoi - Camponotus propinquus propinquus - Camponotus prosseri - Camponotus prostans - Camponotus prosulcatus - Camponotus pseudoirritans - Camponotus pseudolendus - Camponotus puberulus - Camponotus pubescens - Camponotus puderosus - Camponotus pulchellus - Camponotus pullatus - Camponotus pulvinatus - Camponotus punctaticeps - Camponotus punctatissimus - Camponotus punctatus - Camponotus punctiventris - Camponotus punctulatus - Camponotus punctulatus andigenus - Camponotus punctulatus brevibarbis - Camponotus punctulatus chubutensis - Camponotus punctulatus cruentus - Camponotus punctulatus hispidus - Camponotus punctulatus hybridus - Camponotus punctulatus imberbis - Camponotus punctulatus lilli - Camponotus punctulatus lillii - Camponotus punctulatus lizeri - Camponotus punctulatus minutior - Camponotus punctulatus pergandei - Camponotus punctulatus punctulatus - Camponotus punctulatus tenuibarbis - Camponotus punctulatus termitarius - Camponotus puniceps - Camponotus putatus - Camponotus pylartes - Camponotus pylartes fraxinicola - Camponotus pylartes pylartes - Camponotus pylorus - Camponotus quadriceps - Camponotus quadriceps convexior - Camponotus quadriceps curvatus - Camponotus quadriceps nanulus - Camponotus quadriceps quadriceps - Camponotus quadrimaculatus - Camponotus quadrimaculatus immaculatus - Camponotus quadrimaculatus opacatus - Camponotus quadrimaculatus quadrimaculatus - Camponotus quadrimaculatus sellaris - Camponotus quadrinotatus - Camponotus quadrisectus - Camponotus quadrisectus hians - Camponotus quadrisectus margaritae - Camponotus quadrisectus quadrisectus - Camponotus quercicola - Camponotus radamae - Camponotus radiatus - Camponotus radovae - Camponotus radovae radovae - Camponotus radovae radovaedarwinii - Camponotus ramulorum - Camponotus ramulorum marcidus - Camponotus ramulorum mestrei - Camponotus ramulorum ramulorum - Camponotus ramulorum vernulus - Camponotus rapax - Camponotus raphaelis - Camponotus rasilis - Camponotus reaumuri - Camponotus rectangularis - Camponotus rectangularis rectangularis - Camponotus rectangularis rubroniger - Camponotus rectangularis setipes - Camponotus rectangularis sordidatus - Camponotus rectangularis willowsi - Camponotus reepeni - Camponotus reevei - Camponotus reichardti - Camponotus reichenspergeri - Camponotus reinaldi - Camponotus renggeri - Camponotus repens - Camponotus reticulatus - Camponotus reticulatus fullawayi - Camponotus reticulatus gestiens - Camponotus reticulatus imparilis - Camponotus reticulatus jagori - Camponotus reticulatus latitans - Camponotus reticulatus mackayensis - Camponotus reticulatus reticulatus - Camponotus reticulatus sericellus - Camponotus reticulatus yerburyi - Camponotus rhamses - Camponotus rhamses completus - Camponotus rhamses rhamses - Camponotus riehlii - Camponotus robecchii - Camponotus robecchii abyssinicus - Camponotus robecchii assumptionis - Camponotus robecchii dispar - Camponotus robecchii rhodesianus - Camponotus robecchii robecchii - Camponotus robecchii troglodytes - Camponotus robertae - Camponotus robustus - Camponotus roeseli - Camponotus rothneyi - Camponotus rothneyi krafti - Camponotus rothneyi makilingi - Camponotus rothneyi rothneyi - Camponotus rothneyi taivanae - Camponotus rotumanus - Camponotus rotundinodis - Camponotus roubaudi - Camponotus ruber - Camponotus rubidus - Camponotus rubiginosus - Camponotus rubripes - Camponotus rubrithorax - Camponotus rubrithorax nigrithorax - Camponotus rubrithorax rubrithorax - Camponotus rudis - Camponotus ruficornis - Camponotus rufifemur - Camponotus rufifemur obscurus - Camponotus rufifemur rufifemur - Camponotus rufifrons - Camponotus rufifrons leucopus - Camponotus rufifrons rufifrons - Camponotus rufigaster - Camponotus rufipes - Camponotus rufoglaucus - Camponotus rufoglaucus controversus - Camponotus rufoglaucus feae - Camponotus rufoglaucus latericius - Camponotus rufoglaucus rufoglaucus - Camponotus rufoglaucus syphax - Camponotus rufoglaucus tenuis - Camponotus rufoglaucus zanzibaricus - Camponotus rufoglaucus zulu - Camponotus rufonigrus - Camponotus rufus - Camponotus rusticus - Camponotus ruzskyellus - Camponotus ruzskyi - Camponotus sacchii - Camponotus sachalinensis - Camponotus salvini - Camponotus samius - Camponotus sanctaefidei - Camponotus sanctaefidei convexinodis - Camponotus sanctaefidei coronatus - Camponotus sanctaefidei hondurianus - Camponotus sanctaefidei leonhardi - Camponotus sanctaefidei sanctaefidei - Camponotus sanctaefidei weberi - Camponotus sanctus - Camponotus sanguinea - Camponotus sanguinifrons - Camponotus sankisianus - Camponotus sansabeanus - Camponotus santosi - Camponotus santosi pazosi - Camponotus santosi santosi - Camponotus satan - Camponotus saundersi - Camponotus saundersi krama - Camponotus saundersi saundersi - Camponotus saussurei - Camponotus saxatilis - Camponotus sayi - Camponotus scabrinodis - Camponotus scalaris - Camponotus schaefferi - Camponotus schmeltzi - Camponotus schmeltzi kadi - Camponotus schmeltzi loloma - Camponotus schmeltzi schmeltzi - Camponotus schmeltzi trotteri - Camponotus schmitzi - Camponotus schneei - Camponotus schoutedeni - Camponotus scipio - Camponotus scipio insignis - Camponotus scipio scipio - Camponotus scissus - Camponotus scotti - Camponotus scratius - Camponotus scratius nuntius - Camponotus scratius scratius - Camponotus sculptor - Camponotus sedulus - Camponotus selene - Camponotus selene obtusatus - Camponotus selene selene - Camponotus sellidorsatus - Camponotus semicarinatus - Camponotus semirufus - Camponotus semitestaceus - Camponotus semoni - Camponotus senex - Camponotus senex senex - Camponotus senex textor - Camponotus septentrionalis - Camponotus sericatus - Camponotus sericeiventris - Camponotus sericeiventris holmgreni - Camponotus sericeiventris otoquensis - Camponotus sericeiventris pontifex - Camponotus sericeiventris rex - Camponotus sericeiventris satrapus - Camponotus sericeiventris sericeiventris - Camponotus sericeus - Camponotus sericeus euchrous - Camponotus sericeus opaciventris - Camponotus sericeus peguensis - Camponotus sericeus sanguiniceps - Camponotus sericeus sericeus - Camponotus sericeus sulgeri - Camponotus sesquipedalis - Camponotus setitibia - Camponotus setosus - Camponotus severini - Camponotus sexgattatus - Camponotus sexguttatus - Camponotus sexguttatus albotaeniolatus - Camponotus sexguttatus antiguanus - Camponotus sexguttatus basirectus - Camponotus sexguttatus biguttatus - Camponotus sexguttatus decorus - Camponotus sexguttatus fusciceps - Camponotus sexguttatus montserratensis - Camponotus sexguttatus ornatus - Camponotus sexguttatus perturbans - Camponotus sexguttatus sexguttatus - Camponotus sexguttatus unitaeniatus - Camponotus sexpunctatus - Camponotus shanwangense - Camponotus shanwangensis - Camponotus sibreei - Camponotus sicheli - Camponotus sicheli niger - Camponotus sicheli sicheli - Camponotus siemsseni - Camponotus sikorai - Camponotus silvestrii - Camponotus silvicola - Camponotus simillimus - Camponotus simillimus atratior - Camponotus simillimus impatibilis - Camponotus simillimus indianus - Camponotus simillimus riograndensis - Camponotus simillimus simillimus - Camponotus simoni - Camponotus simpsoni - Camponotus simulans - Camponotus simulator - Camponotus simus - Camponotus simus manidis - Camponotus simus simus - Camponotus singularis - Camponotus singularis rufomaculatus - Camponotus singularis singularis - Camponotus sklarus - Camponotus smithianus - Camponotus snellingi - Camponotus socius - Camponotus socorroensis - Camponotus socrates - Camponotus solenobius - Camponotus solon - Camponotus solon chiton - Camponotus solon jugurtha - Camponotus solon solon - Camponotus somalinus - Camponotus somalinus curtior - Camponotus somalinus pattensis - Camponotus somalinus somalinus - Camponotus sommeri - Camponotus spanis - Camponotus spenceri - Camponotus sphaericus - Camponotus sphaericus cardini - Camponotus sphaericus rufipilis - Camponotus sphaericus sphaeralis - Camponotus sphaericus sphaericus - Camponotus sphenocephalus - Camponotus sphenoidalis - Camponotus spinitarsus - Camponotus spinolae - Camponotus sponsorum - Camponotus staryi - Camponotus storeatus - Camponotus striatus - Camponotus strictus - Camponotus subbarbatus - Camponotus subcircularis - Camponotus subnitidus - Camponotus subnitidus famelicus - Camponotus subnitidus longinodis - Camponotus subnitidus subnitidus - Camponotus substitutus - Camponotus substitutus clarus - Camponotus substitutus coloratus - Camponotus substitutus multipilis - Camponotus substitutus pullulus - Camponotus substitutus substitutus - Camponotus subtilis - Camponotus subtruncatus - Camponotus sucki - Camponotus suffusus - Camponotus suffusus bendigensis - Camponotus suffusus bendingensis - Camponotus suffusus suffusus - Camponotus sylvaticus - Camponotus sylvaticus basalis - Camponotus sylvaticus paradichrous - Camponotus sylvaticus sylvaticus - Camponotus sylvaticus sylvaticoaethiops - Camponotus sylvaticus sylvaticoides - Camponotus tahatensis - Camponotus taipingensis - Camponotus tameri - Camponotus tashcumiri - Camponotus tasmani - Camponotus tauricollis - Camponotus tejonia - Camponotus tenuipes - Camponotus tenuiscapus - Camponotus tepicanus - Camponotus terbimaculatus - Camponotus terebrans - Camponotus tergestinus - Camponotus terricola - Camponotus territus - Camponotus testaceipes - Camponotus testaceus - Camponotus texanus - Camponotus texens - Camponotus textor - Camponotus thadeus - Camponotus thales - Camponotus thomasseti - Camponotus thoracicus - Camponotus thoracicus ninivae - Camponotus thoracicus thoracicus - Camponotus thraso - Camponotus thraso agricola - Camponotus thraso assabensis - Camponotus thraso diogenes - Camponotus thraso montinanus - Camponotus thraso nefasitensis - Camponotus thraso negus - Camponotus thraso thraso - Camponotus thysanopus - Camponotus tichomirovi - Camponotus tilhoi - Camponotus timidus - Camponotus tokioensis - Camponotus tokunagai - Camponotus tonduzi - Camponotus tonkinus - Camponotus torrei - Camponotus tortuganus - Camponotus toussainti - Camponotus traegaordhi - Camponotus traegaordhi fumeus - Camponotus traegaordhi traegaordhi - Camponotus trajanus - Camponotus transvaalensis - Camponotus transvaalensis arnoldi - Camponotus transvaalensis griqua - Camponotus transvaalensis transvaalensis - Camponotus trapeziceps - Camponotus trapeziceps innocens - Camponotus trapeziceps prosaicus - Camponotus trapeziceps trapeziceps - Camponotus trapezoideus - Camponotus trepidulus - Camponotus tricolor - Camponotus tricoloratus - Camponotus trietericus - Camponotus trifasciatus - Camponotus tripartitus - Camponotus tristis - Camponotus triton - Camponotus tritschleri - Camponotus truebi - Camponotus truebi arnoldi - Camponotus truebi genaiai - Camponotus truebi truebi - Camponotus truncatus - Camponotus tumidus - Camponotus turkestanicus - Camponotus turkestanus - Camponotus ulcerosus - Camponotus ulei - Camponotus ullrichi - Camponotus ulvarum - Camponotus universitatis - Camponotus urichi - Camponotus urichi folicola - Camponotus urichi sculnus - Camponotus urichi urichi - Camponotus ursus - Camponotus ustus - Camponotus ustus arhuacus - Camponotus ustus depolitus - Camponotus ustus furnissi - Camponotus ustus sublautus - Camponotus ustus ulysses - Camponotus ustus ustus - Camponotus vafer - Camponotus vagus - Camponotus vagus ifranensis - Camponotus vagus kodoricus - Camponotus vagus vagus - Camponotus valdeziae - Camponotus varians - Camponotus variegatus - Camponotus variegatus ambonensis - Camponotus variegatus bacchus - Camponotus variegatus batta - Camponotus variegatus cleon - Camponotus variegatus comottoi - Camponotus variegatus crassinodis - Camponotus variegatus dulcis - Camponotus variegatus flavotestaceus - Camponotus variegatus fuscithorax - Camponotus variegatus infuscus - Camponotus variegatus intrans - Camponotus variegatus kattensis - Camponotus variegatus proles - Camponotus variegatus somnificus - Camponotus variegatus stenonotus - Camponotus variegatus variegatus - Camponotus varius - Camponotus varus - Camponotus vehemens - Camponotus velox - Camponotus versicolor - Camponotus vespertinus - Camponotus vestitus - Camponotus vestitus anthracinus - Camponotus vestitus bombycinus - Camponotus vestitus comptus - Camponotus vestitus intuens - Camponotus vestitus lujai - Camponotus vestitus pectitus - Camponotus vestitus perpectitus - Camponotus vestitus strophiatus - Camponotus vestitus vestitus - Camponotus vetus - Camponotus vezenyii - Camponotus vicinus - Camponotus victoriae - Camponotus viehmeyeri - Camponotus vigilans - Camponotus villosus - Camponotus vinosus - Camponotus viri - Camponotus virulens - Camponotus vitiensis - Camponotus vitiosus - Camponotus vitreus - Camponotus vitreus angustulus - Camponotus vitreus carinatus - Camponotus vitreus latinotus - Camponotus vitreus oebalis - Camponotus vitreus praeluteus - Camponotus vitreus praerufus - Camponotus vitreus vitreus - Camponotus vitreus vittatulus - Camponotus vittatus - Camponotus vividus - Camponotus vividus cato - Camponotus vividus meinerti - Camponotus vividus reginae - Camponotus vividus semidepilis - Camponotus vividus vividus - Camponotus voeltzkowii - Camponotus vogti - Camponotus vulpus - Camponotus walkeri - Camponotus walkeri bardus - Camponotus walkeri walkeri - Camponotus wasmanni - Camponotus wasmanni mutilarius - Camponotus wasmanni wasmanni - Camponotus wedda - Camponotus weismanni - Camponotus wellmani - Camponotus wellmani gamma - Camponotus wellmani rufipartis - Camponotus wellmani wellmani - Camponotus werthi - Camponotus werthi skaifei - Camponotus werthi werthi - Camponotus westermanni - Camponotus westermanni fulvicornis - Camponotus westermanni westermanni - Camponotus wheeleri - Camponotus whitei - Camponotus wiederkehri - Camponotus wiederkehri lucidior - Camponotus wiederkehri wiederkehri - Camponotus wildae - Camponotus wroughtonii - Camponotus wytsmani - Camponotus xanthogaster - Camponotus xanthopilus - Camponotus xerxes - Camponotus yala - Camponotus yamaokai - Camponotus yessensis - Camponotus yiningensis - Camponotus yogi - Camponotus zenon - Camponotus zenon criton - Camponotus zenon zenon - Camponotus zimmermanni - Camponotus zimmermanni pansus - Camponotus zimmermanni zimmermanni - Camponotus zoc - Camponotus zonatus |